# Воппенрот
Воппенрот (нем. Woppenroth) — община в Германии, в земле Рейнланд-Пфальц. 
Входит в состав района Рейн-Хунсрюк. Подчиняется управлению Кирхберг.  Население составляет 278 человек (на 31 декабря 2010 года). Занимает площадь 8,67 км².

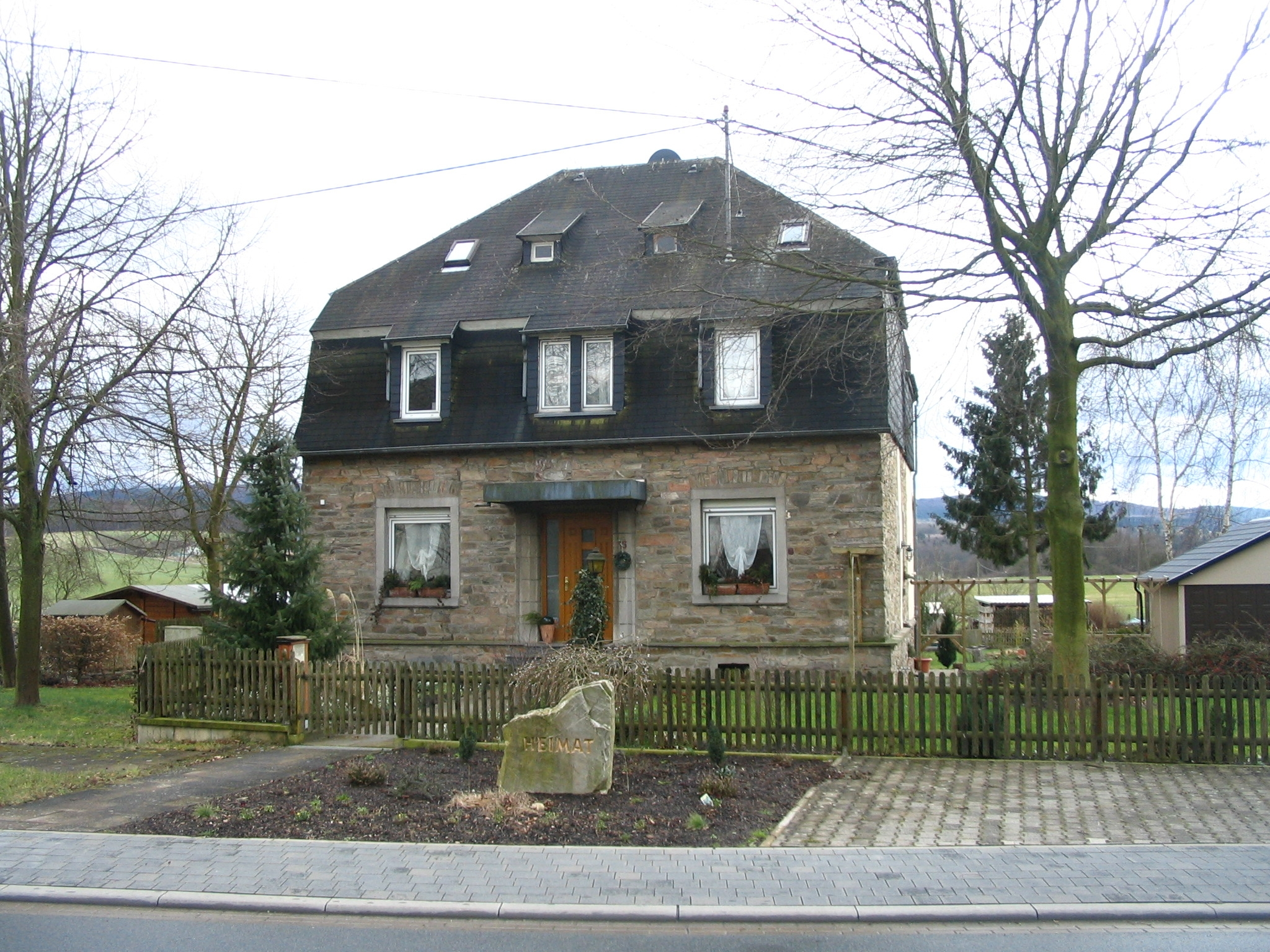
Воппенрот

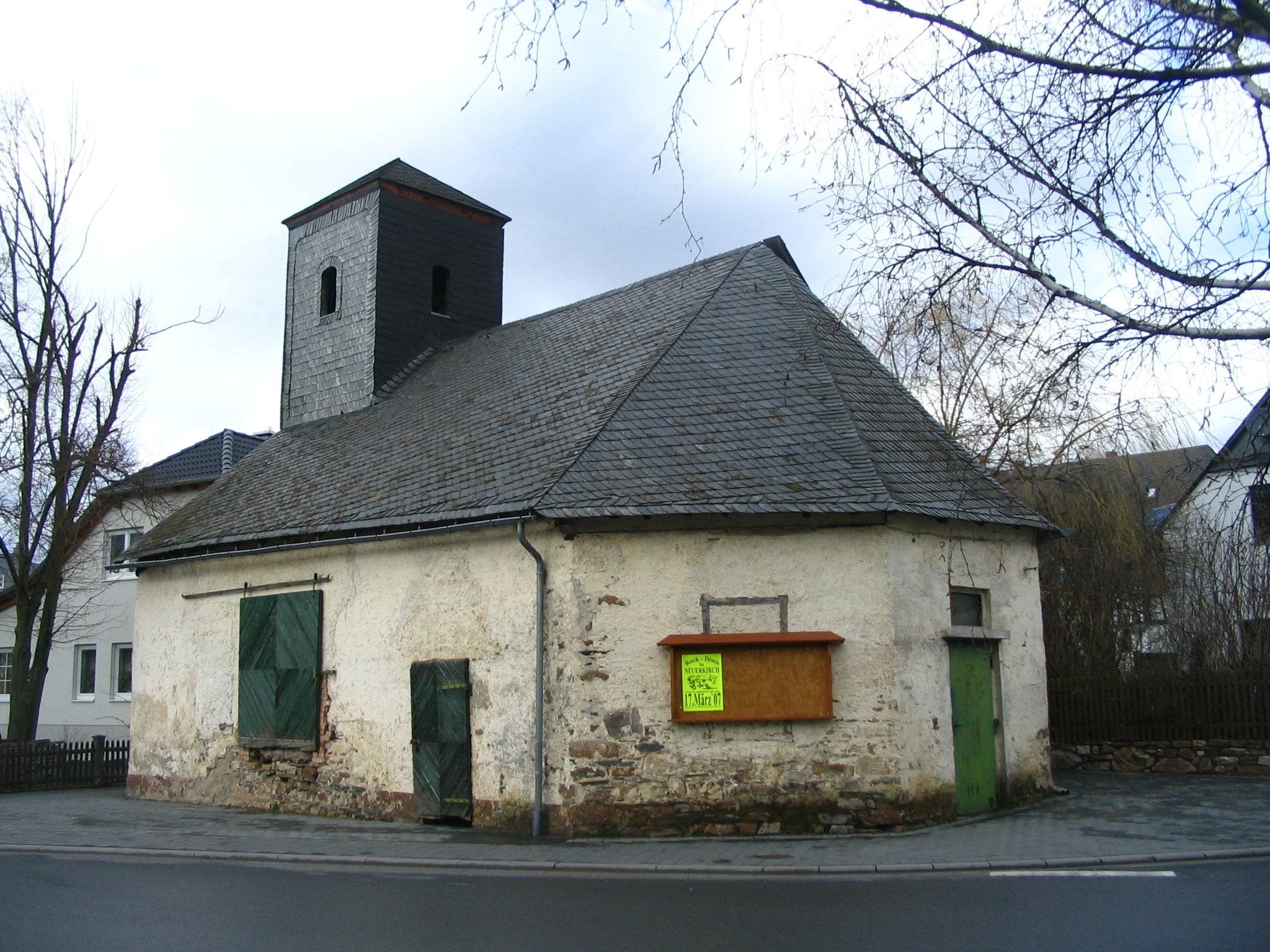
Воппенрот